# Imagine Dragons/Auszeichnungen für Musikverkäufe

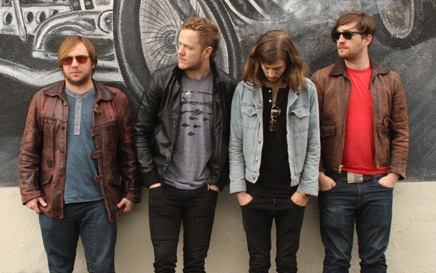
Imagine Dragons (2012)

Dies ist eine Übersicht über die Auszeichnungen für Musikverkäufe der US-amerikanischen Indie-Rock-Band Imagine Dragons. Die Auszeichnungen finden sich nach ihrer Art (Gold, Platin usw.), nach Staaten getrennt in chronologischer Reihenfolge, geordnet sowie nach den Tonträgern selbst, ebenfalls in chronologischer Reihenfolge, getrennt nach Medium (Alben, Singles usw.), wieder.

## Auszeichnungen
| - Vereinigtes Königreich - 2019: für die Single Born to Be Yours - 2021: für das Lied Bleeding Out - 2023: für die Single I’m So Sorry - 2023: für die Single Walking the Wire - 2023: für die Single Zero - 2025: für die Single Next to Me - 2025: für die Single Follow You - 2025: für die Single Wrecked - Australien - 2022: für die Single Bones - Belgien - 2014: für die Single Radioactive - 2016: für die Single Sucker for Pain - 2018: für die Single Whatever It Takes - 2019: für die Single Natural - 2019: für die Single Bad Liar - Brasilien - 2024: für das Lied Bleeding Out - 2024: für das Lied Blank Space/Stand By Me - 2024: für das Lied Cool Out - 2024: für das Lied Rise Up - 2024: für die Single Bad Liar – Stripped - 2024: für das Lied Real Life - 2024: für das Lied Only - 2024: für das Lied Bullet in a Gun - 2024: für das Lied I Don’t Know Why - 2024: für das Lied Stuck - 2024: für das Lied Burn Out - 2024: für das Lied Dream - 2024: für die Single Monster - 2024: für das Lied Lonely - 2024: für die Single Cutthroat - 2024: für das Lied My Life - 2024: für das Lied Mouth of the River - 2024: für das Lied Love - 2024: für die Single Thunder / Young, Dumb & Broke (Medley) - 2024: für das Lied I’ll Make It Up to You - 2024: für das Lied Giants - 2024: für das Lied Dull Knives - 2024: für das Lied Easy Come Easy Go - 2025: für die Single Take Me to the Beach - 2025: für die Single Nice to Meet You - 2025: für das Lied Wake Up - Chile - 2015: für das Album Night Visions - 2022: für die Single Enemy - Dänemark - 2013: für die Single Radioactive - 2014: für das Streaming Warriors - 2021: für die Single Born to Be Yours - 2023: für die Single Bones - 2024: für das Album Mercury – Act 1 - Deutschland - 2017: für die Single Shots - 2019: für das Album Smoke + Mirrors - 2021: für das Album Origins - 2023: für die Single Follow You - 2023: für die Single Bones - 2023: für die Single Warriors - 2023: für die Single Born to Be Yours - Finnland - 2018: für das Album Smoke + Mirrors - Frankreich - 2019: für die Single Born to Be Yours - 2024: für die Single Children of the Sky (a Starfield song) - 2024: für das Album Loom - Italien - 2015: für die Single I Bet My Life - 2017: für die Single Warriors - 2018: für die Single Walking the Wire - Japan - 2025: für das Streaming Believer - Kanada - 2023: für die Single Sharks - 2024: für die Single Eyes Closed - Malaysia - 2020: für die Single Bad Liar - Mexiko - 2013: für die Single It’s Time - 2015: für das Album Smoke + Mirrors - Neuseeland - 2015: für das Lied Bleeding Out - 2015: für die Single I Bet My Life - Norwegen - 2013: für die Single On Top of the World - 2013: für die Single Demons - 2015: für das Album Smoke + Mirrors - 2015: für die Single I Bet My Life - 2018: für die Single Whatever It Takes - Österreich - 2013: für die Single It’s Time - 2016: für das Album Smoke + Mirrors - 2018: für die Single Born to Be Yours - 2018: für die Single Natural - Peru - 2015: für das Album Night Visions - Polen - 2024: für das Lied Waves - 2024: für die Single Eyes Closed - 2024: für die Single Next to Me - 2024: für das Album Loom - Portugal - 2018: für das Album Evolve - 2018: für die Single Whatever It Takes - 2020: für die Single Walking the Wire - Schweden - 2015: für das Album Smoke + Mirrors - 2015: für die Single I Bet My Life - Schweiz - 2013: für die Single Demons - 2014: für die Single It’s Time - 2014: für die Single On Top of the World - 2016: für die Single Sucker for Pain - 2018: für das Album Evolve - Singapur - 2020: für das Album Origins - 2021: für das Album Smoke + Mirrors - Spanien - 2013: für das Album Night Visions - 2014: für das Streaming On Top of the World - 2019: für das Album Evolve - 2023: für das Album Mercury – Act 1 - 2024: für die Single I Bet My Life - 2024: für die Single Next to Me - 2024: für die Single Wrecked - 2024: für die Single Sharks - 2025: für die Single Walking the Wire - Thailand - 2015: für das Album Smoke + Mirrors - Vereinigte Staaten - 2021: für das Lied Dream - 2021: für das Lied Friction - 2021: für das Lied Polaroid - 2021: für das Lied Rise Up - 2021: für die Single Battle Cry - 2021: für die Single Gold - 2021: für die Single Hear Me - 2021: für die Single Next to Me - 2021: für die Single Walking the Wire - 2023: für die Single Birds - 2023: für die Single Round and Round - 2023: für die Single Wrecked - 2023: für das Lied I Don’t Know Why - 2023: für das Lied Nothing Left To Say - 2023: für die Single Machine - 2023: für die Single Sharks - 2024: für das Lied Who We Are - Vereinigtes Königreich - 2019: für das Album Continued Silence - 2020: für das Album Origins - 2024: für die Single Shots - 2024: für das Album Mercury – Act 1 - 2025: für die Single I Bet My Life | - Australien - 2013: für das Album Night Visions - 2016: für die Single Sucker for Pain - 2018: für die Single Whatever It Takes - 2019: für die Single Bad Liar - Belgien - 2023: für die Single Bones - 2023: für die Single Enemy - Brasilien - 2016: für das Album Smoke + Mirrors - 2024: für die Single Next to Me - 2024: für die Single Walking the Wire - 2024: für das Lied Boomerang - 2024: für die Single I’m So Sorry - 2024: für die Single Machine - 2024: für das Lied Not Today - 2024: für das Lied West Coast - 2024: für die Single Gold - 2024: für die Single Roots - 2024: für die Single Sharks - Dänemark - 2014: für das Streaming It’s Time - 2014: für das Streaming On Top of the World - 2016: für die Single Shots - 2018: für die Single Sucker for Pain - 2021: für das Album Smoke + Mirrors - 2022: für die Single Whatever It Takes - 2023: für die Single Enemy - 2023: für das Album Origins - 2023: für die Single Bad Liar - 2024: für die Single Warriors - 2024: für die Single Natural - Deutschland - 2017: für die Single Sucker for Pain - 2021: für die Single Bad Liar - 2023: für die Single It’s Time - 2023: für die Single Enemy - 2023: für die Single On Top of the World - 2023: für das Album Evolve - 2023: für die Single Natural - Finnland - 2018: für das Album Evolve - 2022: für die Single Enemy - Frankreich - 2014: für das Album Night Visions - 2017: für die Single Sucker for Pain - 2019: für die Single Natural - 2020: für die Single Bad Liar - 2020: für die Single Birds - 2022: für die Single Next to Me - 2024: für das Lied Waves - 2024: für das Lied Symphony - 2025: für die Single Eyes Closed - Griechenland - 2022: für die Single Enemy - 2023: für die Single Bones - 2023: für die Single Demons - 2023: für die Single Thunder - Irland - 2013: für das Album Night Visions - Italien - 2018: für die Single Next to Me - 2018: für die Single Shots - 2019: für die Single It’s Time - 2019: für die Single Zero - 2019: für die Single Born to Be Yours - 2021: für die Single Follow You - 2021: für die Single Birds - 2023: für die Single Wrecked - 2024: für die Single Sharks - 2024: für das Album Smoke + Mirrors - Kanada - 2018: für das Album Smoke + Mirrors - 2018: für die Single Natural - 2019: für die Single Bad Liar - 2023: für das Album Mercury – Act 1 - 2023: für die Single Wrecked - Kolumbien - 2015: für das Album Night Visions - Mexiko - 2014: für die Single Radioactive - 2019: für die Single Natural - 2019: für die Single Born to Be Yours - Neuseeland - 2020: für das Album Origins - 2021: für die Single Enemy - 2023: für das Album Continued Silence - 2023: für die Single Shots - 2023: für die Single Warriors - 2025: für das Album Mercury – Act 1 - Niederlande - 2014: für das Album Night Visions - 2018: für das Album Evolve - Norwegen - 2015: für die Single Warriors - Österreich - 2017: für das Album Evolve - 2018: für die Single Whatever It Takes - 2022: für das Album Origins - 2022: für die Single Bad Liar - 2022: für die Single Demons - 2022: für die Single Enemy - 2022: für die Single Follow You - Philippinen - 2015: für das Album Night Visions - Polen - 2014: für das Album Night Visions - 2021: für das Album Smoke + Mirrors - 2024: für die Single Sharks - 2024: für die Single Birds - Portugal - 2013: für das Album Night Visions - 2019: für die Single Sucker for Pain - 2021: für die Single Follow You - 2022: für die Single Birds - 2022: für die Single Next to Me - Schweden - 2014: für die Single It’s Time - 2018: für das Album Evolve - 2018: für die Single Whatever It Takes - Schweiz - 2013: für das Album Night Visions - 2013: für die Single Radioactive - 2018: für die Single Born to Be Yours - 2018: für die Single Whatever It Takes - Singapur - 2019: für das Album Evolve - 2019: für das Album Night Visions - Spanien - 2014: für das Streaming Radioactive - 2014: für das Streaming Demons - 2024: für die Single Bad Liar - 2024: für die Single Bones - 2024: für die Single Follow You - 2024: für die Single It’s Time - 2024: für die Single Whatever It Takes - 2024: für die Single Warriors - 2024: für die Single Shots - 2024: für die Single Sucker for Pain - 2024: für die Single Born to Be Yours - Thailand - 2015: für das Album Night Visions - Vereinigte Staaten - 2021: für das Album Origins - 2021: für das Lied Bleeding Out - 2021: für die Single Amsterdam - 2021: für die Single Shots - 2023: für die Single Follow You - 2023: für die Single I’m So Sorry - 2023: für die Single Monster - 2023: für die Single Roots - 2023: für die Single Zero - 2024: für das Album Mercury – Act 1 - 2024: für das Lied Tiptoe - Vereinigtes Königreich - 2021: für die Single It’s Time - 2022: für das Album Evolve - 2022: für das Album Smoke + Mirrors - 2022: für die Single Whatever It Takes - 2022: für die Single Natural - 2023: für die Single Enemy - 2024: für die Single Warriors - 2024: für die Single Bones - 2025: für die Single Bad Liar - Deutschland - 2018: für die Single Demons - 2019: für das Album Night Visions - 2023: für die Single Whatever It Takes - Mexiko - 2015: für die Single Demons - 2023: für die Single Enemy | - Australien - 2015: für die Single It’s Time - 2018: für die Single Born to Be Yours - 2022: für die Single Enemy - Belgien - 2018: für die Single Thunder - 2020: für die Single Believer - 2022: für das Album Night Visions - Brasilien - 2018: für das Album Evolve - 2024: für die Single Zero - 2024: für die Single Shots - 2024: für die Single I Bet My Life - 2024: für die Single Wrecked - Dänemark - 2014: für das Streaming Demons - 2024: für die Single Thunder - Finnland - 2018: für das Album Night Visions - Frankreich - 2021: für das Album Origins - 2024: für die Single Sharks - Griechenland - 2023: für die Single Believer - Italien - 2017: für die Single On Top of the World - 2018: für die Single Sucker for Pain - 2019: für die Single Bad Liar - 2022: für das Album Night Visions - 2023: für die Single Enemy - 2023: für die Single Bones - 2024: für die Single Natural - 2025: für das Album Mercury – Act 1 - 2025: für das Album Origins - Kanada - 2018: für die Single On Top of the World - 2018: für die Single Whatever It Takes - 2018: für das Album Evolve - 2023: für die Single Follow You - Mexiko - 2018: für das Album Evolve - Neuseeland - 2022: für die Single Natural - 2023: für das Album Smoke + Mirrors - 2023: für die Single Born to Be Yours - 2025: für die Single It’s Time - Norwegen - 2013: für das Streaming On Top of the World - 2013: für das Streaming Demons - 2013: für die Single Radioactive - 2018: für das Album Evolve - 2018: für die Single Thunder - Österreich - 2015: für das Album Night Visions - 2022: für die Single On Top of the World - 2022: für die Single Radioactive - Polen - 2021: für die Single Born to Be Yours - 2023: für die Single Sucker for Pain - 2024: für die Single Follow You - 2024: für die Single Wrecked - Portugal - 2020: für die Single Natural - 2020: für die Single Bad Liar - 2023: für die Single Bones - Schweden - 2014: für das Album Night Visions - 2014: für die Single On Top of the World - 2015: für die Single Warriors - 2017: für die Single Believer - Schweiz - 2018: für die Single Believer - 2018: für die Single Thunder - Spanien - 2024: für die Single Thunder - 2024: für die Single Natural - 2024: für die Single On Top of the World - Vereinigte Staaten - 2023: für die Single Bad Liar - 2023: für die Single Warriors - 2023: für die Single Bones - 2024: für das Album Smoke + Mirrors - Vereinigtes Königreich - 2023: für die Single On Top of the World - 2025: für die Single Sucker for Pain - Zentralamerika - 2024: für die Single Bones - Mexiko - 2023: für das Album Mercury – Act 1 - Australien - 2014: für die Single On Top of the World - Belgien - 2022: für das Album Evolve - Brasilien - 2016: für das Album Night Visions - 2024: für die Single On Top of the World - 2024: für die Single Warriors - Dänemark - 2024: für das Album Night Visions - 2024: für das Album Evolve - 2024: für die Single Demons - 2025: für die Single Believer - Deutschland - 2023: für die Single Thunder - Frankreich - 2023: für das Album Mercury – Act 1 - Italien - 2019: für die Single Whatever It Takes - 2022: für das Album Evolve - Kanada - 2018: für die Single I Bet My Life - 2018: für die Single It’s Time - 2021: für die Single Born to Be Yours - 2023: für die Single Bones - Mexiko - 2023: für das Album Night Visions - Neuseeland - 2022: für die Single Sucker for Pain - 2023: für die Single Bad Liar - Norwegen - 2015: für die Single Shots - 2018: für die Single Believer - 2023: für die Single On Top of the World - Österreich - 2022: für die Single Believer - 2022: für die Single Thunder - Portugal - 2022: für die Single Enemy - Schweden - 2016: für die Single Shots - Spanien - 2024: für die Single Radioactive - 2025: für die Single Enemy - Vereinigte Staaten - 2018: für die Single Sucker for Pain - 2023: für die Single I Bet My Life - Vereinigtes Königreich - 2023: für die Single Thunder - 2025: für das Album Night Visions - Zentralamerika - 2025: für die Single Enemy - Dänemark - 2014: für das Streaming Radioactive - Deutschland - 2023: für die Single Radioactive - Finnland - 2018: für die Single Radioactive - Italien - 2019: für die Single Radioactive - Neuseeland - 2025: für die Single Whatever It Takes - Polen - 2021: für die Single Natural - 2021: für die Single Whatever It Takes - 2024: für die Single Bad Liar - 2024: für das Album Origins - 2024: für die Single Bones - Schweiz - 2022: für das Album Origins - Schweden - 2014: für die Single Demons - Spanien - 2024: für die Single Demons - Vereinigte Staaten - 2024: für die Single Enemy - 2024: für das Album Evolve - Vereinigtes Königreich - 2023: für die Single Radioactive - 2024: für die Single Demons - Italien - 2018: für die Single Demons - 2018: für die Single Believer - 2019: für die Single Thunder - Kanada - 2023: für die Single Enemy - Neuseeland - 2023: für das Album Night Visions - 2024: für das Album Evolve - Norwegen - 2013: für das Streaming Radioactive - Schweden - 2018: für die Single Thunder - Spanien - 2024: für die Single Believer - Vereinigte Staaten - 2023: für die Single On Top of the World - Australien - 2020: für die Single Demons - Kanada - 2018: für die Single Thunder - Neuseeland - 2023: für die Single Radioactive - 2025: für die Single Demons - Portugal - 2025: für die Single Demons - 2025: für die Single Thunder - Schweden - 2014: für die Single Radioactive - Vereinigte Staaten - 2024: für die Single Natural - Vereinigtes Königreich - 2025: für die Single Believer - Kanada - 2018: für das Album Night Visions - 2018: für die Single Believer - Neuseeland - 2023: für die Single Thunder - Portugal - 2024: für die Single Believer - Vereinigte Staaten - 2023: für die Single It’s Time - 2024: für die Single Whatever It Takes - Kanada - 2018: für die Single Demons - Neuseeland - 2025: für die Single Believer - Vereinigte Staaten - 2024: für das Album Night Visions - Australien - 2020: für die Single Radioactive - Vereinigte Staaten - 2024: für die Single Demons - Vereinigte Staaten - 2024: für die Single Thunder - Vereinigte Staaten - 2024: für die Single Believer - Australien - 2025: für die Single Believer - Australien - 2025: für die Single Thunder - Vereinigte Staaten - 2024: für die Single Radioactive - Brasilien - 2024: für die Single Whatever It Takes - 2024: für die Single Birds - 2024: für die Single It’s Time - 2024: für die Single Bones - 2024: für die Single Follow You - Deutschland - 2023: für die Single Believer - Frankreich - 2017: für die Single Believer - 2018: für die Single Thunder - 2020: für die Single Whatever It Takes - 2022: für die Single Enemy - 2023: für die Single Follow You - 2023: für die Single Bones - 2023: für die Single Wrecked - 2024: für das Album Evolve - Kanada - 2018: für die Single Radioactive - Mexiko - 2023: für das Album Night Visions - 2023: für die Single Bones - Polen - 2019: für die Single Thunder - 2023: für das Album Evolve - 2024: für die Single Enemy - 2024: für das Album Mercury – Act 1 - Brasilien - 2024: für die Single Bad Liar - Polen - 2021: für die Single Believer - Brasilien - 2024: für die Single Natural - 2024: für die Single Enemy - Mexiko - 2023: für die Single Enemy - Brasilien - 2024: für die Single Radioactive - 2024: für die Single Demons - Brasilien - 2024: für die Single Thunder - Brasilien - 2024: für die Single Believer |

## Auszeichnungen nach Alben

### Continued Silence
| Land/Region                  | Auszeichnungen für Musikverkäufe (Land/Region, Auszeichnung, Verkäufe) | Verkäufe |
| ---------------------------- | ---------------------------------------------------------------------- | -------- |
| Neuseeland (RMNZ)            | Platin                                                                 | 15.000   |
| Vereinigtes Königreich (BPI) | Gold                                                                   | 100.000  |
| Insgesamt                    | 1× Gold · 1× Platin ·                                                  | 115.000  |

### Night Visions
| Land/Region                  | Auszeichnungen für Musikverkäufe (Land/Region, Auszeichnung, Verkäufe) | Verkäufe   |
| ---------------------------- | ---------------------------------------------------------------------- | ---------- |
| Australien (ARIA)            | Platin                                                                 | 70.000     |
| Belgien (BRMA)               | 2× Platin                                                              | 60.000     |
| Brasilien (PMB)              | 3× Platin                                                              | 120.000    |
| Chile (IFPI)                 | Gold                                                                   | 5.000      |
| Dänemark (IFPI)              | 3× Platin                                                              | 60.000     |
| Deutschland (BVMI)           | 3× Gold                                                                | 300.000    |
| Finnland (IFPI)              | 2× Platin                                                              | 40.000     |
| Frankreich (SNEP)            | Platin                                                                 | 100.000    |
| Irland (IRMA)                | Platin                                                                 | 15.000     |
| Italien (FIMI)               | 2× Platin                                                              | 100.000    |
| Kanada (MC)                  | 7× Platin                                                              | 560.000    |
| Kolumbien (ASINCOL)          | Platin                                                                 | 10.000     |
| Mexiko (AMPROFON)            | Diamant · + 3× Platin                                                  | 480.000    |
| Neuseeland (RMNZ)            | 5× Platin                                                              | 75.000     |
| Niederlande (NVPI)           | Platin                                                                 | 40.000     |
| Österreich (IFPI)            | 2× Platin                                                              | 30.000     |
| Peru (UNIMPRO)               | Gold                                                                   | 3.000      |
| Philippinen (PARI)           | Platin                                                                 | 15.000     |
| Polen (ZPAV)                 | Platin                                                                 | 20.000     |
| Portugal (AFP)               | Platin                                                                 | 15.000     |
| Schweden (IFPI)              | 2× Platin                                                              | 80.000     |
| Schweiz (IFPI)               | Platin                                                                 | 30.000     |
| Singapur (RIAS)              | Platin                                                                 | 10.000     |
| Spanien (Promusicae)         | Gold                                                                   | 20.000     |
| Thailand (TECA)              | Platin                                                                 | 10.000     |
| Vereinigte Staaten (RIAA)    | 8× Platin                                                              | 8.000.000  |
| Vereinigtes Königreich (BPI) | 3× Platin                                                              | 900.000    |
| Insgesamt                    | 4× Gold · 54× Platin · 1× Diamant ·                                    | 11.168.000 |

### Smoke + Mirrors
| Land/Region                  | Auszeichnungen für Musikverkäufe (Land/Region, Auszeichnung, Verkäufe) | Verkäufe  |
| ---------------------------- | ---------------------------------------------------------------------- | --------- |
| Brasilien (PMB)              | Platin                                                                 | 40.000    |
| Dänemark (IFPI)              | Platin                                                                 | 20.000    |
| Deutschland (BVMI)           | Gold                                                                   | 100.000   |
| Finnland (IFPI)              | Gold                                                                   | 10.000    |
| Italien (FIMI)               | Platin                                                                 | 50.000    |
| Kanada (MC)                  | Platin                                                                 | 80.000    |
| Mexiko (AMPROFON)            | Gold                                                                   | 30.000    |
| Neuseeland (RMNZ)            | 2× Platin                                                              | 30.000    |
| Norwegen (IFPI)              | Gold                                                                   | 15.000    |
| Österreich (IFPI)            | Gold                                                                   | 7.500     |
| Polen (ZPAV)                 | Platin                                                                 | 20.000    |
| Schweden (IFPI)              | Gold                                                                   | 20.000    |
| Singapur (RIAS)              | Gold                                                                   | 5.000     |
| Thailand (TECA)              | Gold                                                                   | 5.000     |
| Vereinigte Staaten (RIAA)    | 2× Platin                                                              | 2.000.000 |
| Vereinigtes Königreich (BPI) | Platin                                                                 | 300.000   |
| Insgesamt                    | 8× Gold · 10× Platin ·                                                 | 2.732.500 |

### Evolve
| Land/Region                  | Auszeichnungen für Musikverkäufe (Land/Region, Auszeichnung, Verkäufe) | Verkäufe  |
| ---------------------------- | ---------------------------------------------------------------------- | --------- |
| Belgien (BRMA)               | 3× Platin                                                              | 90.000    |
| Brasilien (PMB)              | 2× Platin                                                              | 80.000    |
| Dänemark (IFPI)              | 3× Platin                                                              | 60.000    |
| Deutschland (BVMI)           | Platin                                                                 | 200.000   |
| Finnland (IFPI)              | Platin                                                                 | 20.000    |
| Frankreich (SNEP)            | Diamant                                                                | 500.000   |
| Italien (FIMI)               | 3× Platin                                                              | 150.000   |
| Kanada (MC)                  | 2× Platin                                                              | 160.000   |
| Mexiko (AMPROFON)            | 2× Platin                                                              | 120.000   |
| Neuseeland (RMNZ)            | 5× Platin                                                              | 75.000    |
| Niederlande (NVPI)           | Platin                                                                 | 40.000    |
| Norwegen (IFPI)              | 2× Platin                                                              | 40.000    |
| Österreich (IFPI)            | Platin                                                                 | 15.000    |
| Polen (ZPAV)                 | Diamant                                                                | 100.000   |
| Portugal (AFP)               | Gold                                                                   | 7.500     |
| Schweden (IFPI)              | Platin                                                                 | 30.000    |
| Schweiz (IFPI)               | Gold                                                                   | 10.000    |
| Singapur (RIAS)              | Platin                                                                 | 10.000    |
| Spanien (Promusicae)         | Gold                                                                   | 20.000    |
| Vereinigte Staaten (RIAA)    | 4× Platin                                                              | 4.000.000 |
| Vereinigtes Königreich (BPI) | Platin                                                                 | 300.000   |
| Insgesamt                    | 3× Gold · 33× Platin · 2× Diamant ·                                    | 6.027.500 |

### Origins
| Land/Region                  | Auszeichnungen für Musikverkäufe (Land/Region, Auszeichnung, Verkäufe) | Verkäufe  |
| ---------------------------- | ---------------------------------------------------------------------- | --------- |
| Dänemark (IFPI)              | Platin                                                                 | 20.000    |
| Deutschland (BVMI)           | Gold                                                                   | 100.000   |
| Frankreich (SNEP)            | 2× Platin                                                              | 200.000   |
| Italien (FIMI)               | 2× Platin                                                              | 100.000   |
| Kanada (MC)                  | —                                                                      | 62.000    |
| Neuseeland (RMNZ)            | Platin                                                                 | 15.000    |
| Österreich (IFPI)            | Platin                                                                 | 15.000    |
| Polen (ZPAV)                 | 4× Platin                                                              | 80.000    |
| Schweiz (IFPI)               | 4× Platin                                                              | 80.000    |
| Singapur (RIAS)              | Gold                                                                   | 5.000     |
| Vereinigte Staaten (RIAA)    | Platin                                                                 | 1.000.000 |
| Vereinigtes Königreich (BPI) | Gold                                                                   | 100.000   |
| Insgesamt                    | 3× Gold · 16× Platin ·                                                 | 1.777.000 |

### Mercury – Act 1
| Land/Region                  | Auszeichnungen für Musikverkäufe (Land/Region, Auszeichnung, Verkäufe) | Verkäufe  |
| ---------------------------- | ---------------------------------------------------------------------- | --------- |
| Dänemark (IFPI)              | Gold                                                                   | 10.000    |
| Frankreich (SNEP)            | 3× Platin                                                              | 300.000   |
| Italien (FIMI)               | 2× Platin                                                              | 100.000   |
| Kanada (MC)                  | Platin                                                                 | 80.000    |
| Mexiko (AMPROFON)            | 5× Gold                                                                | 350.000   |
| Neuseeland (RMNZ)            | Platin                                                                 | 15.000    |
| Polen (ZPAV)                 | Diamant                                                                | 100.000   |
| Spanien (Promusicae)         | Gold                                                                   | 20.000    |
| Vereinigte Staaten (RIAA)    | Platin                                                                 | 1.000.000 |
| Vereinigtes Königreich (BPI) | Gold                                                                   | 100.000   |
| Insgesamt                    | 4× Gold · 10× Platin · 1× Diamant ·                                    | 2.075.000 |

### Loom
| Land/Region       | Auszeichnungen für Musikverkäufe (Land/Region, Auszeichnung, Verkäufe) | Verkäufe |
| ----------------- | ---------------------------------------------------------------------- | -------- |
| Frankreich (SNEP) | Gold                                                                   | 50.000   |
| Polen (ZPAV)      | Gold                                                                   | 10.000   |
| Insgesamt         | 2× Gold ·                                                              | 60.000   |

## Auszeichnungen nach Singles

### It’s Time
| Land/Region                  | Auszeichnungen für Musikverkäufe (Land/Region, Auszeichnung, Verkäufe) | Verkäufe  |
| ---------------------------- | ---------------------------------------------------------------------- | --------- |
| Australien (ARIA)            | 2× Platin                                                              | 140.000   |
| Brasilien (PMB)              | Diamant                                                                | 250.000   |
| Deutschland (BVMI)           | Platin                                                                 | 300.000   |
| Italien (FIMI)               | Platin                                                                 | 50.000    |
| Kanada (MC)                  | 3× Platin                                                              | 240.000   |
| Mexiko (AMPROFON)            | Gold                                                                   | 30.000    |
| Neuseeland (RMNZ)            | 2× Platin                                                              | 60.000    |
| Österreich (IFPI)            | Gold                                                                   | 15.000    |
| Schweden (IFPI)              | Platin                                                                 | 40.000    |
| Schweiz (IFPI)               | Gold                                                                   | 15.000    |
| Spanien (Promusicae)         | Platin                                                                 | 60.000    |
| Vereinigte Staaten (RIAA)    | 7× Platin                                                              | 7.000.000 |
| Vereinigtes Königreich (BPI) | Platin                                                                 | 600.000   |
| Insgesamt                    | 3× Gold · 19× Platin · 1× Diamant ·                                    | 8.800.000 |

### Radioactive
| Land/Region                  | Auszeichnungen für Musikverkäufe (Land/Region, Auszeichnung, Verkäufe) | Verkäufe   |
| ---------------------------- | ---------------------------------------------------------------------- | ---------- |
| Australien (ARIA)            | 10× Platin                                                             | 700.000    |
| Belgien (BRMA)               | Gold                                                                   | 15.000     |
| Brasilien (PMB)              | 4× Diamant                                                             | 1.000.000  |
| Dänemark (IFPI)              | Gold                                                                   | 15.000     |
| Deutschland (BVMI)           | 4× Platin                                                              | 1.200.000  |
| Finnland (IFPI)              | 4× Platin                                                              | 160.000    |
| Frankreich (SNEP)            | —                                                                      | 70.200     |
| Italien (FIMI)               | 4× Platin                                                              | 200.000    |
| Kanada (MC)                  | Diamant                                                                | 800.000    |
| Mexiko (AMPROFON)            | Platin                                                                 | 60.000     |
| Neuseeland (RMNZ)            | 6× Platin                                                              | 180.000    |
| Norwegen (IFPI)              | 2× Platin                                                              | 20.000     |
| Österreich (IFPI)            | 2× Platin                                                              | 60.000     |
| Schweden (IFPI)              | 6× Platin                                                              | 240.000    |
| Schweiz (IFPI)               | Platin                                                                 | 30.000     |
| Spanien (Promusicae)         | 3× Platin                                                              | 180.000    |
| Vereinigte Staaten (RIAA)    | 17× Platin                                                             | 17.000.000 |
| Vereinigtes Königreich (BPI) | 4× Platin                                                              | 2.400.000  |
| Insgesamt                    | 2× Gold · 54× Platin · 6× Diamant ·                                    | 24.330.200 |

### Amsterdam
| Land/Region               | Auszeichnungen für Musikverkäufe (Land/Region, Auszeichnung, Verkäufe) | Verkäufe  |
| ------------------------- | ---------------------------------------------------------------------- | --------- |
| Vereinigte Staaten (RIAA) | Platin                                                                 | 1.000.000 |
| Insgesamt                 | 1× Platin ·                                                            | 1.000.000 |

### Hear Me
| Land/Region               | Auszeichnungen für Musikverkäufe (Land/Region, Auszeichnung, Verkäufe) | Verkäufe |
| ------------------------- | ---------------------------------------------------------------------- | -------- |
| Vereinigte Staaten (RIAA) | Gold                                                                   | 500.000  |
| Insgesamt                 | 1× Gold ·                                                              | 500.000  |

### Round and Round
| Land/Region               | Auszeichnungen für Musikverkäufe (Land/Region, Auszeichnung, Verkäufe) | Verkäufe |
| ------------------------- | ---------------------------------------------------------------------- | -------- |
| Vereinigte Staaten (RIAA) | Gold                                                                   | 500.000  |
| Insgesamt                 | 1× Gold ·                                                              | 500.000  |

### Demons
| Land/Region                  | Auszeichnungen für Musikverkäufe (Land/Region, Auszeichnung, Verkäufe) | Verkäufe   |
| ---------------------------- | ---------------------------------------------------------------------- | ---------- |
| Australien (ARIA)            | 6× Platin                                                              | 420.000    |
| Brasilien (PMB)              | 4× Diamant                                                             | 1.000.000  |
| Dänemark (IFPI)              | 3× Platin                                                              | 270.000    |
| Deutschland (BVMI)           | 3× Gold                                                                | 450.000    |
| Frankreich (SNEP)            | —                                                                      | 60.200     |
| Griechenland (IFPI)          | Platin                                                                 | 20.000     |
| Italien (FIMI)               | 5× Platin                                                              | 150.000    |
| Kanada (MC)                  | 8× Platin                                                              | 640.000    |
| Mexiko (AMPROFON)            | 3× Gold                                                                | 90.000     |
| Neuseeland (RMNZ)            | 6× Platin                                                              | 180.000    |
| Norwegen (IFPI)              | Gold                                                                   | 5.000      |
| Österreich (IFPI)            | Platin                                                                 | 30.000     |
| Portugal (AFP)               | 6× Platin                                                              | 60.000     |
| Schweden (IFPI)              | 4× Platin                                                              | 160.000    |
| Schweiz (IFPI)               | Gold                                                                   | 15.000     |
| Spanien (Promusicae)         | 4× Platin                                                              | 240.000    |
| Vereinigte Staaten (RIAA)    | 12× Platin                                                             | 12.000.000 |
| Vereinigtes Königreich (BPI) | 4× Platin                                                              | 2.400.000  |
| Insgesamt                    | 4× Gold · 52× Platin · 5× Diamant ·                                    | 18.190.200 |

### On Top of the World
| Land/Region                  | Auszeichnungen für Musikverkäufe (Land/Region, Auszeichnung, Verkäufe) | Verkäufe  |
| ---------------------------- | ---------------------------------------------------------------------- | --------- |
| Australien (ARIA)            | 3× Platin                                                              | 210.000   |
| Brasilien (PMB)              | 3× Platin                                                              | 180.000   |
| Deutschland (BVMI)           | Platin                                                                 | 300.000   |
| Italien (FIMI)               | 2× Platin                                                              | 60.000    |
| Kanada (MC)                  | 2× Platin                                                              | 160.000   |
| Neuseeland (RMNZ)            | 3× Platin                                                              | 90.000    |
| Norwegen (IFPI)              | Gold                                                                   | 5.000     |
| Österreich (IFPI)            | 2× Platin                                                              | 60.000    |
| Schweden (IFPI)              | 2× Platin                                                              | 80.000    |
| Schweiz (IFPI)               | Gold                                                                   | 15.000    |
| Spanien (Promusicae)         | 2× Platin                                                              | 120.000   |
| Vereinigte Staaten (RIAA)    | 5× Platin                                                              | 5.000.000 |
| Vereinigtes Königreich (BPI) | 2× Platin                                                              | 1.200.000 |
| Insgesamt                    | 2× Gold · 27× Platin ·                                                 | 7.480.000 |

### Monster
| Land/Region               | Auszeichnungen für Musikverkäufe (Land/Region, Auszeichnung, Verkäufe) | Verkäufe  |
| ------------------------- | ---------------------------------------------------------------------- | --------- |
| Brasilien (PMB)           | Gold                                                                   | 30.000    |
| Vereinigte Staaten (RIAA) | Platin                                                                 | 1.000.000 |
| Insgesamt                 | 1× Gold · 1× Platin ·                                                  | 1.030.000 |

### Battle Cry
| Land/Region               | Auszeichnungen für Musikverkäufe (Land/Region, Auszeichnung, Verkäufe) | Verkäufe |
| ------------------------- | ---------------------------------------------------------------------- | -------- |
| Vereinigte Staaten (RIAA) | Gold                                                                   | 500.000  |
| Insgesamt                 | 1× Gold ·                                                              | 500.000  |

### Warriors
| Land/Region                  | Auszeichnungen für Musikverkäufe (Land/Region, Auszeichnung, Verkäufe) | Verkäufe  |
| ---------------------------- | ---------------------------------------------------------------------- | --------- |
| Brasilien (PMB)              | 3× Platin                                                              | 180.000   |
| Dänemark (IFPI)              | Platin                                                                 | 90.000    |
| Deutschland (BVMI)           | Gold                                                                   | 200.000   |
| Italien (FIMI)               | Gold                                                                   | 25.000    |
| Neuseeland (RMNZ)            | Platin                                                                 | 30.000    |
| Norwegen (IFPI)              | Platin                                                                 | 40.000    |
| Schweden (IFPI)              | 2× Platin                                                              | 80.000    |
| Spanien (Promusicae)         | Platin                                                                 | 60.000    |
| Vereinigte Staaten (RIAA)    | 2× Platin                                                              | 2.000.000 |
| Vereinigtes Königreich (BPI) | Platin                                                                 | 600.000   |
| Insgesamt                    | 2× Gold · 12× Platin ·                                                 | 3.305.000 |

### I Bet My Life
| Land/Region                  | Auszeichnungen für Musikverkäufe (Land/Region, Auszeichnung, Verkäufe) | Verkäufe  |
| ---------------------------- | ---------------------------------------------------------------------- | --------- |
| Brasilien (PMB)              | 2× Platin                                                              | 120.000   |
| Italien (FIMI)               | Gold                                                                   | 25.000    |
| Kanada (MC)                  | 3× Platin                                                              | 240.000   |
| Neuseeland (RMNZ)            | Gold                                                                   | 7.500     |
| Norwegen (IFPI)              | Gold                                                                   | 20.000    |
| Schweden (IFPI)              | Gold                                                                   | 20.000    |
| Spanien (Promusicae)         | Gold                                                                   | 30.000    |
| Vereinigte Staaten (RIAA)    | 3× Platin                                                              | 3.000.000 |
| Vereinigtes Königreich (BPI) | Gold                                                                   | 400.000   |
| Insgesamt                    | 6× Gold · 8× Platin ·                                                  | 3.862.500 |

### Gold
| Land/Region               | Auszeichnungen für Musikverkäufe (Land/Region, Auszeichnung, Verkäufe) | Verkäufe |
| ------------------------- | ---------------------------------------------------------------------- | -------- |
| Brasilien (PMB)           | Platin                                                                 | 60.000   |
| Vereinigte Staaten (RIAA) | Gold                                                                   | 500.000  |
| Insgesamt                 | 1× Gold · 1× Platin ·                                                  | 560.000  |

### Shots
| Land/Region                  | Auszeichnungen für Musikverkäufe (Land/Region, Auszeichnung, Verkäufe) | Verkäufe  |
| ---------------------------- | ---------------------------------------------------------------------- | --------- |
| Brasilien (PMB)              | 2× Platin                                                              | 120.000   |
| Dänemark (IFPI)              | Platin                                                                 | 60.000    |
| Deutschland (BVMI)           | Gold                                                                   | 200.000   |
| Italien (FIMI)               | Platin                                                                 | 50.000    |
| Neuseeland (RMNZ)            | Platin                                                                 | 30.000    |
| Norwegen (IFPI)              | 3× Platin                                                              | 120.000   |
| Schweden (IFPI)              | 3× Platin                                                              | 120.000   |
| Spanien (Promusicae)         | Platin                                                                 | 60.000    |
| Vereinigte Staaten (RIAA)    | Platin                                                                 | 1.000.000 |
| Vereinigtes Königreich (BPI) | Gold                                                                   | 400.000   |
| Insgesamt                    | 2× Gold · 13× Platin ·                                                 | 2.160.000 |

### I’m So Sorry
| Land/Region                  | Auszeichnungen für Musikverkäufe (Land/Region, Auszeichnung, Verkäufe) | Verkäufe  |
| ---------------------------- | ---------------------------------------------------------------------- | --------- |
| Brasilien (PMB)              | Platin                                                                 | 60.000    |
| Vereinigte Staaten (RIAA)    | Platin                                                                 | 1.000.000 |
| Vereinigtes Königreich (BPI) | Silber                                                                 | 200.000   |
| Insgesamt                    | 1× Silber · 2× Platin ·                                                | 1.200.000 |

### Roots
| Land/Region               | Auszeichnungen für Musikverkäufe (Land/Region, Auszeichnung, Verkäufe) | Verkäufe  |
| ------------------------- | ---------------------------------------------------------------------- | --------- |
| Brasilien (PMB)           | Platin                                                                 | 60.000    |
| Vereinigte Staaten (RIAA) | Platin                                                                 | 1.000.000 |
| Insgesamt                 | 2× Platin ·                                                            | 1.060.000 |

### Sucker for Pain
| Land/Region                  | Auszeichnungen für Musikverkäufe (Land/Region, Auszeichnung, Verkäufe) | Verkäufe  |
| ---------------------------- | ---------------------------------------------------------------------- | --------- |
| Australien (ARIA)            | Platin                                                                 | 70.000    |
| Belgien (BRMA)               | Gold                                                                   | 15.000    |
| Dänemark (IFPI)              | Platin                                                                 | 90.000    |
| Deutschland (BVMI)           | Platin                                                                 | 400.000   |
| Frankreich (SNEP)            | Platin                                                                 | 133.333   |
| Italien (FIMI)               | 2× Platin                                                              | 100.000   |
| Neuseeland (RMNZ)            | 3× Platin                                                              | 90.000    |
| Polen (ZPAV)                 | 2× Platin                                                              | 100.000   |
| Portugal (AFP)               | Platin                                                                 | 10.000    |
| Schweiz (IFPI)               | Gold                                                                   | 15.000    |
| Spanien (Promusicae)         | Platin                                                                 | 60.000    |
| Vereinigte Staaten (RIAA)    | 3× Platin                                                              | 3.000.000 |
| Vereinigtes Königreich (BPI) | 2× Platin                                                              | 1.200.000 |
| Insgesamt                    | 2× Gold · 18× Platin ·                                                 | 5.283.333 |

### Believer
| Land/Region                  | Auszeichnungen für Musikverkäufe (Land/Region, Auszeichnung, Verkäufe) | Verkäufe   |
| ---------------------------- | ---------------------------------------------------------------------- | ---------- |
| Australien (ARIA)            | 15× Platin                                                             | 1.050.000  |
| Belgien (BRMA)               | 2× Platin                                                              | 80.000     |
| Brasilien (PMB)              | 7× Diamant                                                             | 1.120.000  |
| Dänemark (IFPI)              | 3× Platin                                                              | 270.000    |
| Deutschland (BVMI)           | Diamant                                                                | 1.000.000  |
| Frankreich (SNEP)            | Diamant                                                                | 233.333    |
| Griechenland (IFPI)          | 2× Platin                                                              | 40.000     |
| Italien (FIMI)               | 5× Platin                                                              | 250.000    |
| Kanada (MC)                  | 7× Platin                                                              | 560.000    |
| Neuseeland (RMNZ)            | 8× Platin                                                              | 240.000    |
| Norwegen (IFPI)              | 3× Platin                                                              | 180.000    |
| Österreich (IFPI)            | 3× Platin                                                              | 90.000     |
| Polen (ZPAV)                 | 2× Diamant                                                             | 500.000    |
| Portugal (AFP)               | 7× Platin                                                              | 70.000     |
| Schweden (IFPI)              | 2× Platin                                                              | 80.000     |
| Schweiz (IFPI)               | 2× Platin                                                              | 40.000     |
| Spanien (Promusicae)         | 5× Platin                                                              | 300.000    |
| Vereinigte Staaten (RIAA)    | 14× Platin                                                             | 14.000.000 |
| Vereinigtes Königreich (BPI) | 5× Platin                                                              | 3.000.000  |
| Insgesamt                    | 73× Platin · 12× Diamant ·                                             | 23.103.333 |

### Thunder
| Land/Region                  | Auszeichnungen für Musikverkäufe (Land/Region, Auszeichnung, Verkäufe) | Verkäufe   |
| ---------------------------- | ---------------------------------------------------------------------- | ---------- |
| Australien (ARIA)            | 17× Platin                                                             | 1.120.000  |
| Belgien (BRMA)               | 2× Platin                                                              | 60.000     |
| Brasilien (PMB)              | 6× Diamant                                                             | 960.000    |
| Dänemark (IFPI)              | 2× Platin                                                              | 180.000    |
| Deutschland (BVMI)           | 3× Platin                                                              | 1.200.000  |
| Frankreich (SNEP)            | Diamant                                                                | 233.333    |
| Griechenland (IFPI)          | Platin                                                                 | 20.000     |
| Italien (FIMI)               | 5× Platin                                                              | 250.000    |
| Kanada (MC)                  | 6× Platin                                                              | 480.000    |
| Neuseeland (RMNZ)            | 7× Platin                                                              | 210.000    |
| Norwegen (IFPI)              | 2× Platin                                                              | 120.000    |
| Österreich (IFPI)            | 3× Platin                                                              | 90.000     |
| Polen (ZPAV)                 | Diamant                                                                | 100.000    |
| Portugal (AFP)               | 6× Platin                                                              | 60.000     |
| Schweden (IFPI)              | 5× Platin                                                              | 400.000    |
| Schweiz (IFPI)               | 2× Platin                                                              | 40.000     |
| Spanien (Promusicae)         | 2× Platin                                                              | 120.000    |
| Vereinigte Staaten (RIAA)    | 13× Platin                                                             | 13.000.000 |
| Vereinigtes Königreich (BPI) | 3× Platin                                                              | 1.800.000  |
| Insgesamt                    | 69× Platin · 9× Diamant ·                                              | 20.443.333 |

### Whatever It Takes
| Land/Region                  | Auszeichnungen für Musikverkäufe (Land/Region, Auszeichnung, Verkäufe) | Verkäufe  |
| ---------------------------- | ---------------------------------------------------------------------- | --------- |
| Australien (ARIA)            | Platin                                                                 | 70.000    |
| Belgien (BRMA)               | Gold                                                                   | 15.000    |
| Brasilien (PMB)              | Diamant                                                                | 160.000   |
| Dänemark (IFPI)              | Platin                                                                 | 90.000    |
| Deutschland (BVMI)           | 3× Gold                                                                | 600.000   |
| Frankreich (SNEP)            | Diamant                                                                | 333.333   |
| Italien (FIMI)               | 3× Platin                                                              | 150.000   |
| Kanada (MC)                  | 2× Platin                                                              | 160.000   |
| Neuseeland (RMNZ)            | 4× Platin                                                              | 120.000   |
| Österreich (IFPI)            | Platin                                                                 | 30.000    |
| Norwegen (IFPI)              | Gold                                                                   | 30.000    |
| Polen (ZPAV)                 | 4× Platin                                                              | 200.000   |
| Portugal (AFP)               | Gold                                                                   | 5.000     |
| Schweden (IFPI)              | Platin                                                                 | 80.000    |
| Schweiz (IFPI)               | Platin                                                                 | 20.000    |
| Spanien (Promusicae)         | Platin                                                                 | 60.000    |
| Vereinigte Staaten (RIAA)    | 7× Platin                                                              | 7.000.000 |
| Vereinigtes Königreich (BPI) | Platin                                                                 | 600.000   |
| Insgesamt                    | 4× Gold · 28× Platin · 2× Diamant ·                                    | 9.723.333 |

### Walking the Wire
| Land/Region                  | Auszeichnungen für Musikverkäufe (Land/Region, Auszeichnung, Verkäufe) | Verkäufe |
| ---------------------------- | ---------------------------------------------------------------------- | -------- |
| Brasilien (PMB)              | Platin                                                                 | 40.000   |
| Italien (FIMI)               | Gold                                                                   | 25.000   |
| Portugal (AFP)               | Gold                                                                   | 5.000    |
| Spanien (Promusicae)         | Gold                                                                   | 30.000   |
| Vereinigte Staaten (RIAA)    | Gold                                                                   | 500.000  |
| Vereinigtes Königreich (BPI) | Silber                                                                 | 200.000  |
| Insgesamt                    | 1× Silber · 4× Gold · 1× Platin ·                                      | 800.000  |

### Thunder / Young, Dumb & Broke (Medley)
| Land/Region     | Auszeichnungen für Musikverkäufe (Land/Region, Auszeichnung, Verkäufe) | Verkäufe |
| --------------- | ---------------------------------------------------------------------- | -------- |
| Brasilien (PMB) | Gold                                                                   | 20.000   |
| Insgesamt       | 1× Gold ·                                                              | 20.000   |

### Next to Me
| Land/Region                  | Auszeichnungen für Musikverkäufe (Land/Region, Auszeichnung, Verkäufe) | Verkäufe  |
| ---------------------------- | ---------------------------------------------------------------------- | --------- |
| Brasilien (PMB)              | Platin                                                                 | 40.000    |
| Frankreich (SNEP)            | Platin                                                                 | 200.000   |
| Italien (FIMI)               | Platin                                                                 | 50.000    |
| Polen (ZPAV)                 | Gold                                                                   | 25.000    |
| Portugal (AFP)               | Platin                                                                 | 10.000    |
| Spanien (Promusicae)         | Gold                                                                   | 30.000    |
| Vereinigte Staaten (RIAA)    | Gold                                                                   | 500.000   |
| Vereinigtes Königreich (BPI) | Silber                                                                 | 200.000   |
| Insgesamt                    | 1× Silber · 3× Gold · 4× Platin ·                                      | 1.055.000 |

### Born to Be Yours
| Land/Region                  | Auszeichnungen für Musikverkäufe (Land/Region, Auszeichnung, Verkäufe) | Verkäufe  |
| ---------------------------- | ---------------------------------------------------------------------- | --------- |
| Australien (ARIA)            | 2× Platin                                                              | 140.000   |
| Dänemark (IFPI)              | Gold                                                                   | 45.000    |
| Deutschland (BVMI)           | Gold                                                                   | 200.000   |
| Frankreich (SNEP)            | Gold                                                                   | 100.000   |
| Italien (FIMI)               | Platin                                                                 | 50.000    |
| Kanada (MC)                  | 3× Platin                                                              | 240.000   |
| Mexiko (AMPROFON)            | Platin                                                                 | 60.000    |
| Neuseeland (RMNZ)            | 2× Platin                                                              | 60.000    |
| Österreich (IFPI)            | Gold                                                                   | 15.000    |
| Polen (ZPAV)                 | 2× Platin                                                              | 40.000    |
| Schweiz (IFPI)               | Platin                                                                 | 20.000    |
| Spanien (Promusicae)         | Platin                                                                 | 60.000    |
| Vereinigtes Königreich (BPI) | Silber                                                                 | 200.000   |
| Insgesamt                    | 1× Silber · 4× Gold · 13× Platin ·                                     | 1.230.000 |

### Natural
| Land/Region                  | Auszeichnungen für Musikverkäufe (Land/Region, Auszeichnung, Verkäufe) | Verkäufe  |
| ---------------------------- | ---------------------------------------------------------------------- | --------- |
| Belgien (BRMA)               | Gold                                                                   | 20.000    |
| Brasilien (PMB)              | 3× Diamant                                                             | 480.000   |
| Dänemark (IFPI)              | Platin                                                                 | 90.000    |
| Deutschland (BVMI)           | Platin                                                                 | 400.000   |
| Frankreich (SNEP)            | Platin                                                                 | 200.000   |
| Italien (FIMI)               | 2× Platin                                                              | 200.000   |
| Kanada (MC)                  | Platin                                                                 | 80.000    |
| Mexiko (AMPROFON)            | Platin                                                                 | 60.000    |
| Neuseeland (RMNZ)            | 2× Platin                                                              | 60.000    |
| Österreich (IFPI)            | Gold                                                                   | 15.000    |
| Polen (ZPAV)                 | 4× Platin                                                              | 200.000   |
| Portugal (AFP)               | 2× Platin                                                              | 20.000    |
| Spanien (Promusicae)         | 2× Platin                                                              | 120.000   |
| Vereinigte Staaten (RIAA)    | 6× Platin                                                              | 6.000.000 |
| Vereinigtes Königreich (BPI) | Platin                                                                 | 600.000   |
| Insgesamt                    | 2× Gold · 24× Platin · 3× Diamant ·                                    | 8.545.000 |

### Zero
| Land/Region                  | Auszeichnungen für Musikverkäufe (Land/Region, Auszeichnung, Verkäufe) | Verkäufe  |
| ---------------------------- | ---------------------------------------------------------------------- | --------- |
| Brasilien (PMB)              | 2× Platin                                                              | 80.000    |
| Italien (FIMI)               | Platin                                                                 | 50.000    |
| Vereinigte Staaten (RIAA)    | Platin                                                                 | 1.000.000 |
| Vereinigtes Königreich (BPI) | Silber                                                                 | 200.000   |
| Insgesamt                    | 1× Silber · 4× Platin ·                                                | 1.330.000 |

### Machine
| Land/Region               | Auszeichnungen für Musikverkäufe (Land/Region, Auszeichnung, Verkäufe) | Verkäufe |
| ------------------------- | ---------------------------------------------------------------------- | -------- |
| Brasilien (PMB)           | Platin                                                                 | 40.000   |
| Vereinigte Staaten (RIAA) | Gold                                                                   | 500.000  |
| Insgesamt                 | 1× Gold · 1× Platin ·                                                  | 540.000  |

### Bad Liar
| Land/Region                  | Auszeichnungen für Musikverkäufe (Land/Region, Auszeichnung, Verkäufe) | Verkäufe  |
| ---------------------------- | ---------------------------------------------------------------------- | --------- |
| Australien (ARIA)            | Platin                                                                 | 70.000    |
| Belgien (BRMA)               | Gold                                                                   | 20.000    |
| Brasilien (PMB)              | 2× Diamant                                                             | 320.000   |
| Dänemark (IFPI)              | Platin                                                                 | 90.000    |
| Deutschland (BVMI)           | Platin                                                                 | 400.000   |
| Frankreich (SNEP)            | Platin                                                                 | 200.000   |
| Italien (FIMI)               | 2× Platin                                                              | 100.000   |
| Kanada (MC)                  | Platin                                                                 | 80.000    |
| Malaysia (RIM)               | Gold                                                                   | 100.000   |
| Neuseeland (RMNZ)            | 3× Platin                                                              | 90.000    |
| Österreich (IFPI)            | Platin                                                                 | 30.000    |
| Polen (ZPAV)                 | 4× Platin                                                              | 200.000   |
| Portugal (AFP)               | 2× Platin                                                              | 20.000    |
| Spanien (Promusicae)         | Platin                                                                 | 60.000    |
| Vereinigte Staaten (RIAA)    | 2× Platin                                                              | 2.000.000 |
| Vereinigtes Königreich (BPI) | Platin                                                                 | 600.000   |
| Insgesamt                    | 2× Gold · 21× Platin · 2× Diamant ·                                    | 4.380.000 |

### Birds
| Land/Region               | Auszeichnungen für Musikverkäufe (Land/Region, Auszeichnung, Verkäufe) | Verkäufe |
| ------------------------- | ---------------------------------------------------------------------- | -------- |
| Brasilien (PMB)           | Diamant                                                                | 160.000  |
| Frankreich (SNEP)         | Platin                                                                 | 200.000  |
| Italien (FIMI)            | Platin                                                                 | 70.000   |
| Polen (ZPAV)              | Platin                                                                 | 50.000   |
| Portugal (AFP)            | Platin                                                                 | 10.000   |
| Vereinigte Staaten (RIAA) | Gold                                                                   | 500.000  |
| Insgesamt                 | 1× Gold · 4× Platin · 1× Diamant ·                                     | 990.000  |

### Bad Liar – Stripped
| Land/Region     | Auszeichnungen für Musikverkäufe (Land/Region, Auszeichnung, Verkäufe) | Verkäufe |
| --------------- | ---------------------------------------------------------------------- | -------- |
| Brasilien (PMB) | Gold                                                                   | 20.000   |
| Insgesamt       | 1× Gold ·                                                              | 20.000   |

### Follow You
| Land/Region                  | Auszeichnungen für Musikverkäufe (Land/Region, Auszeichnung, Verkäufe) | Verkäufe  |
| ---------------------------- | ---------------------------------------------------------------------- | --------- |
| Brasilien (PMB)              | Diamant                                                                | 160.000   |
| Deutschland (BVMI)           | Gold                                                                   | 200.000   |
| Frankreich (SNEP)            | Diamant                                                                | 333.333   |
| Italien (FIMI)               | Platin                                                                 | 70.000    |
| Kanada (MC)                  | 2× Platin                                                              | 160.000   |
| Österreich (IFPI)            | Platin                                                                 | 30.000    |
| Polen (ZPAV)                 | 2× Platin                                                              | 100.000   |
| Portugal (AFP)               | Platin                                                                 | 10.000    |
| Spanien (Promusicae)         | Platin                                                                 | 60.000    |
| Vereinigte Staaten (RIAA)    | Platin                                                                 | 1.000.000 |
| Vereinigtes Königreich (BPI) | Silber                                                                 | 200.000   |
| Insgesamt                    | 1× Silber · 1× Gold · 9× Platin · 2× Diamant ·                         | 2.323.333 |

### Cutthroat
| Land/Region     | Auszeichnungen für Musikverkäufe (Land/Region, Auszeichnung, Verkäufe) | Verkäufe |
| --------------- | ---------------------------------------------------------------------- | -------- |
| Brasilien (PMB) | Gold                                                                   | 20.000   |
| Insgesamt       | 1× Gold ·                                                              | 20.000   |

### Wrecked
| Land/Region                  | Auszeichnungen für Musikverkäufe (Land/Region, Auszeichnung, Verkäufe) | Verkäufe  |
| ---------------------------- | ---------------------------------------------------------------------- | --------- |
| Brasilien (PMB)              | 2× Platin                                                              | 80.000    |
| Frankreich (SNEP)            | Diamant                                                                | 333.333   |
| Italien (FIMI)               | Platin                                                                 | 100.000   |
| Kanada (MC)                  | Platin                                                                 | 80.000    |
| Polen (ZPAV)                 | 2× Platin                                                              | 100.000   |
| Spanien (Promusicae)         | Gold                                                                   | 30.000    |
| Vereinigte Staaten (RIAA)    | Gold                                                                   | 500.000   |
| Vereinigtes Königreich (BPI) | Silber                                                                 | 200.000   |
| Insgesamt                    | 1× Silber · 2× Gold · 6× Platin · 1× Diamant ·                         | 1.423.333 |

### Enemy
| Land/Region                  | Auszeichnungen für Musikverkäufe (Land/Region, Auszeichnung, Verkäufe) | Verkäufe   |
| ---------------------------- | ---------------------------------------------------------------------- | ---------- |
| Australien (ARIA)            | 2× Platin                                                              | 140.000    |
| Belgien (BRMA)               | Platin                                                                 | 40.000     |
| Brasilien (PMB)              | 3× Diamant                                                             | 480.000    |
| Chile (IFPI)                 | Gold                                                                   | 90.000     |
| Dänemark (IFPI)              | Platin                                                                 | 90.000     |
| Deutschland (BVMI)           | Platin                                                                 | 400.000    |
| Finnland (IFPI)              | Platin                                                                 | 40.000     |
| Frankreich (SNEP)            | Diamant                                                                | 333.333    |
| Griechenland (IFPI)          | Platin                                                                 | 20.000     |
| Italien (FIMI)               | 2× Platin                                                              | 200.000    |
| Kanada (MC)                  | 5× Platin                                                              | 400.000    |
| Mexiko (AMPROFON)            | 3× Diamant · + 3× Gold                                                 | 2.310.000  |
| Neuseeland (RMNZ)            | Platin                                                                 | 30.000     |
| Österreich (IFPI)            | Platin                                                                 | 30.000     |
| Polen (ZPAV)                 | Diamant                                                                | 250.000    |
| Portugal (AFP)               | 3× Platin                                                              | 30.000     |
| Spanien (Promusicae)         | 3× Platin                                                              | 180.000    |
| Vereinigte Staaten (RIAA)    | 4× Platin                                                              | 4.000.000  |
| Vereinigtes Königreich (BPI) | Platin                                                                 | 600.000    |
| Zentralamerika (CFC)         | 3× Platin                                                              | 210.000    |
| Insgesamt                    | 2× Gold · 31× Platin · 8× Diamant ·                                    | 10.773.333 |

### Bones
| Land/Region                  | Auszeichnungen für Musikverkäufe (Land/Region, Auszeichnung, Verkäufe) | Verkäufe  |
| ---------------------------- | ---------------------------------------------------------------------- | --------- |
| Australien (ARIA)            | Gold                                                                   | 35.000    |
| Belgien (BRMA)               | Platin                                                                 | 40.000    |
| Brasilien (PMB)              | Diamant                                                                | 160.000   |
| Dänemark (IFPI)              | Gold                                                                   | 45.000    |
| Deutschland (BVMI)           | Gold                                                                   | 200.000   |
| Frankreich (SNEP)            | Diamant                                                                | 333.333   |
| Griechenland (IFPI)          | Platin                                                                 | 20.000    |
| Italien (FIMI)               | 2× Platin                                                              | 200.000   |
| Kanada (MC)                  | 3× Platin                                                              | 240.000   |
| Mexiko (AMPROFON)            | Diamant                                                                | 700.000   |
| Polen (ZPAV)                 | 4× Platin                                                              | 200.000   |
| Portugal (AFP)               | 2× Platin                                                              | 20.000    |
| Spanien (Promusicae)         | Platin                                                                 | 60.000    |
| Vereinigte Staaten (RIAA)    | 2× Platin                                                              | 2.000.000 |
| Vereinigtes Königreich (BPI) | Platin                                                                 | 600.000   |
| Zentralamerika (CFC)         | 2× Platin                                                              | 140.000   |
| Insgesamt                    | 3× Gold · 19× Platin · 3× Diamant ·                                    | 4.993.333 |

### Sharks
| Land/Region               | Auszeichnungen für Musikverkäufe (Land/Region, Auszeichnung, Verkäufe) | Verkäufe  |
| ------------------------- | ---------------------------------------------------------------------- | --------- |
| Brasilien (PMB)           | Platin                                                                 | 40.000    |
| Frankreich (SNEP)         | Diamant                                                                | 333.333   |
| Italien (FIMI)            | Platin                                                                 | 100.000   |
| Kanada (MC)               | Gold                                                                   | 40.000    |
| Polen (ZPAV)              | Platin                                                                 | 50.000    |
| Spanien (Promusicae)      | Gold                                                                   | 30.000    |
| Vereinigte Staaten (RIAA) | Gold                                                                   | 500.000   |
| Insgesamt                 | 3× Gold · 3× Platin · 1× Diamant ·                                     | 1.103.333 |

### Children of the Sky (a Starfield song)
| Land/Region       | Auszeichnungen für Musikverkäufe (Land/Region, Auszeichnung, Verkäufe) | Verkäufe |
| ----------------- | ---------------------------------------------------------------------- | -------- |
| Frankreich (SNEP) | Gold                                                                   | 100.000  |
| Insgesamt         | 1× Gold ·                                                              | 100.000  |

### Eyes Closed
| Land/Region       | Auszeichnungen für Musikverkäufe (Land/Region, Auszeichnung, Verkäufe) | Verkäufe |
| ----------------- | ---------------------------------------------------------------------- | -------- |
| Kanada (MC)       | Gold                                                                   | 40.000   |
| Frankreich (SNEP) | Platin                                                                 | 200.000  |
| Polen (ZPAV)      | Gold                                                                   | 25.000   |
| Insgesamt         | 2× Gold · 1× Platin ·                                                  | 265.000  |

### Nice to Meet You
| Land/Region     | Auszeichnungen für Musikverkäufe (Land/Region, Auszeichnung, Verkäufe) | Verkäufe |
| --------------- | ---------------------------------------------------------------------- | -------- |
| Brasilien (PMB) | Gold                                                                   | 20.000   |
| Insgesamt       | 1× Gold ·                                                              | 20.000   |

### Take Me to the Beach
| Land/Region     | Auszeichnungen für Musikverkäufe (Land/Region, Auszeichnung, Verkäufe) | Verkäufe |
| --------------- | ---------------------------------------------------------------------- | -------- |
| Brasilien (PMB) | Gold                                                                   | 20.000   |
| Insgesamt       | 1× Gold ·                                                              | 20.000   |

## Auszeichnungen nach Liedern

### Bleeding Out
| Land/Region                  | Auszeichnungen für Musikverkäufe (Land/Region, Auszeichnung, Verkäufe) | Verkäufe  |
| ---------------------------- | ---------------------------------------------------------------------- | --------- |
| Brasilien (PMB)              | Gold                                                                   | 30.000    |
| Neuseeland (RMNZ)            | Gold                                                                   | 7.500     |
| Vereinigte Staaten (RIAA)    | Platin                                                                 | 1.000.000 |
| Vereinigtes Königreich (BPI) | Silber                                                                 | 200.000   |
| Insgesamt                    | 1× Silber · 2× Gold · 1× Platin ·                                      | 1.237.500 |

### Tiptoe
| Land/Region               | Auszeichnungen für Musikverkäufe (Land/Region, Auszeichnung, Verkäufe) | Verkäufe  |
| ------------------------- | ---------------------------------------------------------------------- | --------- |
| Vereinigte Staaten (RIAA) | Platin                                                                 | 1.000.000 |
| Insgesamt                 | 1× Platin ·                                                            | 1.000.000 |

### Who We Are
| Land/Region               | Auszeichnungen für Musikverkäufe (Land/Region, Auszeichnung, Verkäufe) | Verkäufe |
| ------------------------- | ---------------------------------------------------------------------- | -------- |
| Vereinigte Staaten (RIAA) | Gold                                                                   | 500.000  |
| Insgesamt                 | 1× Gold ·                                                              | 500.000  |

### Nothing Left To Say
| Land/Region               | Auszeichnungen für Musikverkäufe (Land/Region, Auszeichnung, Verkäufe) | Verkäufe |
| ------------------------- | ---------------------------------------------------------------------- | -------- |
| Vereinigte Staaten (RIAA) | Gold                                                                   | 500.000  |
| Insgesamt                 | 1× Gold ·                                                              | 500.000  |

### Polaroid
| Land/Region               | Auszeichnungen für Musikverkäufe (Land/Region, Auszeichnung, Verkäufe) | Verkäufe |
| ------------------------- | ---------------------------------------------------------------------- | -------- |
| Vereinigte Staaten (RIAA) | Gold                                                                   | 500.000  |
| Insgesamt                 | 1× Gold ·                                                              | 500.000  |

### Dream
| Land/Region               | Auszeichnungen für Musikverkäufe (Land/Region, Auszeichnung, Verkäufe) | Verkäufe |
| ------------------------- | ---------------------------------------------------------------------- | -------- |
| Brasilien (PMB)           | Gold                                                                   | 30.000   |
| Vereinigte Staaten (RIAA) | Gold                                                                   | 500.000  |
| Insgesamt                 | 2× Gold ·                                                              | 530.000  |

### Friction
| Land/Region               | Auszeichnungen für Musikverkäufe (Land/Region, Auszeichnung, Verkäufe) | Verkäufe |
| ------------------------- | ---------------------------------------------------------------------- | -------- |
| Vereinigte Staaten (RIAA) | Gold                                                                   | 500.000  |
| Insgesamt                 | 1× Gold ·                                                              | 500.000  |

### Blank Space/Stand By Me
| Land/Region     | Auszeichnungen für Musikverkäufe (Land/Region, Auszeichnung, Verkäufe) | Verkäufe |
| --------------- | ---------------------------------------------------------------------- | -------- |
| Brasilien (PMB) | Gold                                                                   | 30.000   |
| Insgesamt       | 1× Gold ·                                                              | 30.000   |

### I Don’t Know Why
| Land/Region               | Auszeichnungen für Musikverkäufe (Land/Region, Auszeichnung, Verkäufe) | Verkäufe |
| ------------------------- | ---------------------------------------------------------------------- | -------- |
| Brasilien (PMB)           | Gold                                                                   | 20.000   |
| Vereinigte Staaten (RIAA) | Gold                                                                   | 500.000  |
| Insgesamt                 | 2× Gold ·                                                              | 520.000  |

### Rise Up
| Land/Region               | Auszeichnungen für Musikverkäufe (Land/Region, Auszeichnung, Verkäufe) | Verkäufe |
| ------------------------- | ---------------------------------------------------------------------- | -------- |
| Brasilien (PMB)           | Gold                                                                   | 20.000   |
| Vereinigte Staaten (RIAA) | Gold                                                                   | 500.000  |
| Insgesamt                 | 2× Gold ·                                                              | 520.000  |

### I’ll Make It Up to You
| Land/Region     | Auszeichnungen für Musikverkäufe (Land/Region, Auszeichnung, Verkäufe) | Verkäufe |
| --------------- | ---------------------------------------------------------------------- | -------- |
| Brasilien (PMB) | Gold                                                                   | 20.000   |
| Insgesamt       | 1× Gold ·                                                              | 20.000   |

### Mouth of the River
| Land/Region     | Auszeichnungen für Musikverkäufe (Land/Region, Auszeichnung, Verkäufe) | Verkäufe |
| --------------- | ---------------------------------------------------------------------- | -------- |
| Brasilien (PMB) | Gold                                                                   | 20.000   |
| Insgesamt       | 1× Gold ·                                                              | 20.000   |

### Not Today
| Land/Region     | Auszeichnungen für Musikverkäufe (Land/Region, Auszeichnung, Verkäufe) | Verkäufe |
| --------------- | ---------------------------------------------------------------------- | -------- |
| Brasilien (PMB) | Platin                                                                 | 60.000   |
| Insgesamt       | 1× Platin ·                                                            | 60.000   |

### Boomerang
| Land/Region     | Auszeichnungen für Musikverkäufe (Land/Region, Auszeichnung, Verkäufe) | Verkäufe |
| --------------- | ---------------------------------------------------------------------- | -------- |
| Brasilien (PMB) | Platin                                                                 | 40.000   |
| Insgesamt       | 1× Platin ·                                                            | 40.000   |

### West Coast
| Land/Region     | Auszeichnungen für Musikverkäufe (Land/Region, Auszeichnung, Verkäufe) | Verkäufe |
| --------------- | ---------------------------------------------------------------------- | -------- |
| Brasilien (PMB) | Platin                                                                 | 40.000   |
| Insgesamt       | 1× Platin ·                                                            | 40.000   |

### Cool Out
| Land/Region     | Auszeichnungen für Musikverkäufe (Land/Region, Auszeichnung, Verkäufe) | Verkäufe |
| --------------- | ---------------------------------------------------------------------- | -------- |
| Brasilien (PMB) | Gold                                                                   | 20.000   |
| Insgesamt       | 1× Gold ·                                                              | 20.000   |

### Bullet in a Gun
| Land/Region     | Auszeichnungen für Musikverkäufe (Land/Region, Auszeichnung, Verkäufe) | Verkäufe |
| --------------- | ---------------------------------------------------------------------- | -------- |
| Brasilien (PMB) | Gold                                                                   | 20.000   |
| Insgesamt       | 1× Gold ·                                                              | 20.000   |

### Only
| Land/Region     | Auszeichnungen für Musikverkäufe (Land/Region, Auszeichnung, Verkäufe) | Verkäufe |
| --------------- | ---------------------------------------------------------------------- | -------- |
| Brasilien (PMB) | Gold                                                                   | 20.000   |
| Insgesamt       | 1× Gold ·                                                              | 20.000   |

### Stuck
| Land/Region     | Auszeichnungen für Musikverkäufe (Land/Region, Auszeichnung, Verkäufe) | Verkäufe |
| --------------- | ---------------------------------------------------------------------- | -------- |
| Brasilien (PMB) | Gold                                                                   | 20.000   |
| Insgesamt       | 1× Gold ·                                                              | 20.000   |

### Real Life
| Land/Region     | Auszeichnungen für Musikverkäufe (Land/Region, Auszeichnung, Verkäufe) | Verkäufe |
| --------------- | ---------------------------------------------------------------------- | -------- |
| Brasilien (PMB) | Gold                                                                   | 20.000   |
| Insgesamt       | 1× Gold ·                                                              | 20.000   |

### Burn Out
| Land/Region     | Auszeichnungen für Musikverkäufe (Land/Region, Auszeichnung, Verkäufe) | Verkäufe |
| --------------- | ---------------------------------------------------------------------- | -------- |
| Brasilien (PMB) | Gold                                                                   | 20.000   |
| Insgesamt       | 1× Gold ·                                                              | 20.000   |

### Love
| Land/Region     | Auszeichnungen für Musikverkäufe (Land/Region, Auszeichnung, Verkäufe) | Verkäufe |
| --------------- | ---------------------------------------------------------------------- | -------- |
| Brasilien (PMB) | Gold                                                                   | 20.000   |
| Insgesamt       | 1× Gold ·                                                              | 20.000   |

### Symphony
| Land/Region       | Auszeichnungen für Musikverkäufe (Land/Region, Auszeichnung, Verkäufe) | Verkäufe |
| ----------------- | ---------------------------------------------------------------------- | -------- |
| Frankreich (SNEP) | Platin                                                                 | 200.000  |
| Insgesamt         | 1× Platin ·                                                            | 200.000  |

### Waves
| Land/Region       | Auszeichnungen für Musikverkäufe (Land/Region, Auszeichnung, Verkäufe) | Verkäufe |
| ----------------- | ---------------------------------------------------------------------- | -------- |
| Frankreich (SNEP) | Platin                                                                 | 200.000  |
| Polen (ZPAV)      | Gold                                                                   | 25.000   |
| Insgesamt         | 1× Gold · 1× Platin ·                                                  | 225.000  |

### My Life
| Land/Region     | Auszeichnungen für Musikverkäufe (Land/Region, Auszeichnung, Verkäufe) | Verkäufe |
| --------------- | ---------------------------------------------------------------------- | -------- |
| Brasilien (PMB) | Gold                                                                   | 20.000   |
| Insgesamt       | 1× Gold ·                                                              | 20.000   |

### Lonely
| Land/Region     | Auszeichnungen für Musikverkäufe (Land/Region, Auszeichnung, Verkäufe) | Verkäufe |
| --------------- | ---------------------------------------------------------------------- | -------- |
| Brasilien (PMB) | Gold                                                                   | 20.000   |
| Insgesamt       | 1× Gold ·                                                              | 20.000   |

### Giants
| Land/Region     | Auszeichnungen für Musikverkäufe (Land/Region, Auszeichnung, Verkäufe) | Verkäufe |
| --------------- | ---------------------------------------------------------------------- | -------- |
| Brasilien (PMB) | Gold                                                                   | 20.000   |
| Insgesamt       | 1× Gold ·                                                              | 20.000   |

### Dull Knives
| Land/Region     | Auszeichnungen für Musikverkäufe (Land/Region, Auszeichnung, Verkäufe) | Verkäufe |
| --------------- | ---------------------------------------------------------------------- | -------- |
| Brasilien (PMB) | Gold                                                                   | 20.000   |
| Insgesamt       | 1× Gold ·                                                              | 20.000   |

### Easy Come Easy Go
| Land/Region     | Auszeichnungen für Musikverkäufe (Land/Region, Auszeichnung, Verkäufe) | Verkäufe |
| --------------- | ---------------------------------------------------------------------- | -------- |
| Brasilien (PMB) | Gold                                                                   | 20.000   |
| Insgesamt       | 1× Gold ·                                                              | 20.000   |

### Wake Up
| Land/Region     | Auszeichnungen für Musikverkäufe (Land/Region, Auszeichnung, Verkäufe) | Verkäufe |
| --------------- | ---------------------------------------------------------------------- | -------- |
| Brasilien (PMB) | Gold                                                                   | 20.000   |
| Insgesamt       | 1× Gold ·                                                              | 20.000   |

## Auszeichnungen nach Musikstreamings

### It’s Time
| Land/Region     | Auszeichnungen für Musikverkäufe (Land/Region, Auszeichnung, Verkäufe) | Verkäufe  |
| --------------- | ---------------------------------------------------------------------- | --------- |
| Dänemark (IFPI) | Platin                                                                 | 2.600.000 |
| Insgesamt       | 1× Platin ·                                                            | 2.600.000 |

### Radioactive
| Land/Region          | Auszeichnungen für Musikverkäufe (Land/Region, Auszeichnung, Verkäufe) | Verkäufe   |
| -------------------- | ---------------------------------------------------------------------- | ---------- |
| Dänemark (IFPI)      | 4× Platin                                                              | 7.200.000  |
| Norwegen (IFPI)      | 5× Platin                                                              | 15.000.000 |
| Spanien (Promusicae) | Platin                                                                 | 8.000.000  |
| Insgesamt            | 10× Platin ·                                                           | 30.200.000 |

### Demons
| Land/Region          | Auszeichnungen für Musikverkäufe (Land/Region, Auszeichnung, Verkäufe) | Verkäufe   |
| -------------------- | ---------------------------------------------------------------------- | ---------- |
| Dänemark (IFPI)      | 2× Platin                                                              | 5.200.000  |
| Norwegen (IFPI)      | 2× Platin                                                              | 6.000.000  |
| Spanien (Promusicae) | Platin                                                                 | 8.000.000  |
| Insgesamt            | 5× Platin ·                                                            | 19.200.000 |

### On Top of the World
| Land/Region          | Auszeichnungen für Musikverkäufe (Land/Region, Auszeichnung, Verkäufe) | Verkäufe   |
| -------------------- | ---------------------------------------------------------------------- | ---------- |
| Dänemark (IFPI)      | Platin                                                                 | 2.600.000  |
| Norwegen (IFPI)      | 2× Platin                                                              | 6.000.000  |
| Spanien (Promusicae) | Gold                                                                   | 4.000.000  |
| Insgesamt            | 1× Gold · 3× Platin ·                                                  | 12.600.000 |

### Warriors
| Land/Region     | Auszeichnungen für Musikverkäufe (Land/Region, Auszeichnung, Verkäufe) | Verkäufe  |
| --------------- | ---------------------------------------------------------------------- | --------- |
| Dänemark (IFPI) | Gold                                                                   | 1.300.000 |
| Insgesamt       | 1× Gold ·                                                              | 1.300.000 |

### Believer
| Land/Region  | Auszeichnungen für Musikverkäufe (Land/Region, Auszeichnung, Verkäufe) | Verkäufe   |
| ------------ | ---------------------------------------------------------------------- | ---------- |
| Japan (RIAJ) | Gold                                                                   | 50.000.000 |
| Insgesamt    | 1× Gold ·                                                              | 50.000.000 |

## Statistik und Quellen
| Land/RegionAuszeichnungen für Musikverkäufe (Land/Region, Auszeichnungen, Verkäufe, Quellen) | Silber     | Gold         | Platin         | Diamant       | Verkäufe    | Quellen                     |
| -------------------------------------------------------------------------------------------- | ---------- | ------------ | -------------- | ------------- | ----------- | --------------------------- |
| Australien (ARIA)                                                                            | —          | —            | 62× Platin62   | —             | 4.235.000   | aria.com.au                 |
| Belgien (BRMA)                                                                               | —          | 5× Gold5     | 11× Platin11   | —             | 455.000     | ultratop.be                 |
| Brasilien (PMB)                                                                              | —          | 26× Gold26   | 30× Platin30   | 34× Diamant34 | 8.290.000   | pro-musicabr.org.br         |
| Chile (IFPI)                                                                                 | —          | 2× Gold2     | —              | —             | 95.000      | profovi.cl                  |
| Dänemark (IFPI)                                                                              | —          | 5× Gold5     | 31× Platin31   | —             | 1.595.000   | ifpi.dk                     |
| Deutschland (BVMI)                                                                           | —          | 10× Gold10   | 17× Platin17   | Diamant1      | 8.350.000   | musikindustrie.de           |
| Finnland (IFPI)                                                                              | —          | Gold1        | 8× Platin8     | —             | 270.000     | Einzelnachweise             |
| Frankreich (SNEP)                                                                            | —          | 3× Gold3     | 14× Platin14   | 9× Diamant9   | 5.480.397   | infodisc.fr snepmusique.com |
| Griechenland (IFPI)                                                                          | —          | —            | 6× Platin6     | —             | 120.000     | Einzelnachweise             |
| Irland (IRMA)                                                                                | —          | —            | Platin1        | —             | 15.000      | Einzelnachweise             |
| Italien (FIMI)                                                                               | —          | 3× Gold3     | 53× Platin53   | —             | 3.075.000   | fimi.it                     |
| Japan (RIAJ)                                                                                 | —          | Gold1        | —              | —             | —           | riaj.or.jp                  |
| Kanada (MC)                                                                                  | —          | 2× Gold2     | 58× Platin58   | Diamant1      | 5.582.000   | musiccanada.com             |
| Kolumbien (ASINCOL)                                                                          | —          | —            | Platin1        | —             | 10.000      | Einzelnachweise             |
| Malaysia (RIM)                                                                               | —          | Gold1        | —              | —             | 100.000     | Einzelnachweise             |
| Mexiko (AMPROFON)                                                                            | —          | 5× Gold5     | 12× Platin12   | 5× Diamant5   | 4.290.000   | amprofon.com.mx             |
| Neuseeland (RMNZ)                                                                            | —          | 2× Gold2     | 64× Platin64   | —             | 1.690.000   | radioscope.co.nz NZ2        |
| Niederlande (NVPI)                                                                           | —          | —            | 2× Platin2     | —             | 80.000      | nvpi.nl                     |
| Norwegen (IFPI)                                                                              | —          | 5× Gold5     | 22× Platin22   | —             | 595.000     | ifpi.no                     |
| Österreich (IFPI)                                                                            | —          | 4× Gold4     | 19× Platin19   | —             | 562.500     | ifpi.at                     |
| Peru (UNIMPRO)                                                                               | —          | Gold1        | —              | —             | 3.000       | Einzelnachweise             |
| Philippinen (PARI)                                                                           | —          | —            | Platin1        | —             | 15.000      | Einzelnachweise             |
| Polen (ZPAV)                                                                                 | —          | 4× Gold4     | 32× Platin32   | 6× Diamant6   | 2.495.000   | olis.pl                     |
| Portugal (AFP)                                                                               | —          | 3× Gold3     | 33× Platin33   | —             | 352.500     | Einzelnachweise             |
| Schweden (IFPI)                                                                              | —          | 2× Gold2     | 29× Platin29   | —             | 1.430.000   | sverigetopplistan.se        |
| Schweiz (IFPI)                                                                               | —          | 5× Gold5     | 12× Platin12   | —             | 330.000     | hitparade.ch musikwoche.de  |
| Singapur (RIAS)                                                                              | —          | 2× Gold2     | 2× Platin2     | —             | 30.000      | rias.org.sg                 |
| Spanien (Promusicae)                                                                         | —          | 9× Gold9     | 32× Platin32   | —             | 2.010.000   | elportaldemusica.es         |
| Thailand (TECA)                                                                              | —          | Gold1        | Platin1        | —             | 15.000      | Einzelnachweise             |
| Vereinigte Staaten (RIAA)                                                                    | —          | 17× Gold17   | 82× Platin82   | 4× Diamant4   | 130.500.000 | riaa.com                    |
| Vereinigtes Königreich (BPI)                                                                 | 8× Silber8 | 5× Gold5     | 32× Platin32   | —             | 20.400.000  | bpi.co.uk                   |
| Zentralamerika (CFC)                                                                         | —          | —            | 5× Platin5     | —             | 350.000     | cfc-musica.com              |
| Insgesamt                                                                                    | 8× Silber8 | 125× Gold125 | 671× Platin671 | 60× Diamant60 |             |                             |